# Louis-Charles Baes
Pour les articles homonymes, voir Baes.
Louis-Charles Baes, né le 5 décembre 1883 à Bruxelles et mort le 29 octobre 1961 à Ixelles, est un ingénieur belge.

## Biographie
Il est le fils de l'architecte Jean Baes, ingénieur civil et enseignait à l'Ecole Polytechnique de l'Université Libre de Bruxelles (1906-54) et à l'Académie de Bruxelles, où il enseignait le graffiti et la construction (1913-54).
Diplômé comme ingénieur civil à l'ULB en 1904, il est devenu assistant à l'université en 1906, maître de conférences sur la stabilité en 1908 et professeur ordinaire en 1919. Il est devenu un spécialiste du béton armé et a été l'un des premiers à étudier le béton précontraint.
En 1935, il a calculé la stabilité des immenses arcs en béton du Palais 5 du Heysel.
De 1928 à 1932, il a été président de l'Association royale belge des ingénieurs. Il a également été membre de nombreuses organisations professionnelles, groupes d'étude ou organismes consultatifs.